# Rodger Corser
Rodger Corser (28 febbraio 1973) è un attore australiano.
Interpreta il dottor Hugh Knight  nella serie Re di cuori. Ha fatto parte del cast principale di Glitch nel ruolo di John Doe / William Blackburn.

## Filmografia parziale

### Televisione
- Le sorelle McLeod (McLeod's Daughters) - serie TV, 19 episodi (2001-2004)
- Rush - serie TV, 70 episodi (2008-2011)
- Glitch - serie TV, 18 episodi (2015-2019)
- Re di cuori (Doctor Doctor) - serie TV, 43 episodi (2016- in corso)

## Doppiatori italiani
Nelle versioni in italiano delle opere in cui ha recitato, Rodger Corser è stato doppiato da: 
- Claudio Moneta ne Le sorelle McLeod